# Балакин, Михаил Фёдорович
Михаил Фёдорович Балакин — советский хозяйственный, государственный и политический деятель.

## Биография
Родился в 1938 году в селе Кочкурово. Член КПСС.
С 1959 года — на хозяйственной, общественной и политической работе. В 1959—1996 гг. — первый секретарь Арзамасского горкома ВЛКСМ, заместитель руководителя Арзамасского филиала Московского НИИСУ, первый секретарь Арзамасского горкома КПСС, преподаватель Арзамасского филиала МАИ.
Делегат XIX партконференции.
Почетный гражданин города Арзамаса.
Умер в Арзамасе в 2020 году.